# (74052) 1998 JB1
(74052) 1998 JB1 – planetoida z pasa głównego asteroid okrążająca Słońce w ciągu 3,68 lat w średniej odległości 2,38 j.a. Odkryta 1 maja 1998 roku.